# Мала Клецька
Мала́ Кле́цька — село у складі Корецької міської громади (Раніше у складі Великоклецьківської сільської ради) Рівненського району Рівненської області; населення — 66 осіб; перша згадка — 1629 рік.

## Географія
Селом протікає річка Клецька, права притока річки Стави.
На південному сході від села річка Мала Рудка впадає у річку Топчинку, ліву притоку Клецьки.

## Історія
У 1906 році село Межиріцької волості Рівненського повіту Волинської губернії. Відстань від повітового міста 56 верст, від волості 20. Дворів 14, мешканців 107.